# Кёлер, Рейнгольд
Рейнгольд Кёлер (нем. Reinhold Köhler; 24 июня 1830, Веймар — 15 августа 1892) — немецкий историк литературы, один из крупнейших представителей метода сравнительного изучения повествовательных мотивов.
Изучал филологию в университетах Йены, Лейпцига и Бонна. В 1853 г. защитил диссертацию в Берлине.
Основные труды Кёлера — «О „Деяниях Диониса“ Нонна Панополитанского» (нем. Ueber die Dionysiaca des Nonnus von Panopolis; Галле, 1853), «К сочинениям Генриха фон Клейста» (нем. Zu Heinrich von Kleists Werken; Веймар, 1862), «„Божественная комедия“ Данте и её немецкие переводы» (нем. Dantes Göttliche Komödie und ihre deutsche Uebersetzungen" (Веймар, 1865), «„Сид“ Гердера и его французский источник» (нем. Herders Cid und seine französische Quelle; Лейпциг, 1867). Выступил как публикатор «Старинных горняцких песен» (нем. Alte Bergmannslieder; 1858), четырёх диалогов Ганса Сакса (1858), пьесы «Искусство из искусств — злую девицу сделать доброй» (нем. Kunst über alle Künste, ein bös Weib gut zu machen; 1864) — ранней (1671) немецкой переделки шекспировского «Укрощения строптивой». Посмертно издан сборник трудов Кёлера «Статьи о сказках и народных песнях» (нем. Aufsätze über Märchen und Volkslieder; Берлин, 1894).